# Course de la Paix Grand Prix Jeseníky
Der Course de la Paix Grand Prix Jeseníky ist ein Straßenradrennen für Männer der Kategorie U23 rund um die tschechische Stadt Jeseník in der Olomoucký kraj (Olmützer Region).
Das Etappenrennen fand 2013 in der Nachfolge der Internationalen Friedensfahrt, die durch die DDR, Polen und Tschechien geführt hatte und 2006 aus finanziellen Gründen eingestellt werden musste, erstmals statt. Bis 2016 trug es den Namen Course de la Paix U23 / Závod Míru U23, von 2017 bis 2020 Grand Prix Priessnitz spa. Es geht über drei bis vier Etappen. Der Wettbewerb wurde 2013 als U23-Rennen Teil der UCI Europe Tour in der UCI-Kategorie 2.2U. Im Jahr 2015 wurde es in den Kalender des UCI Nations’ Cup U23 aufgenommen.

## Palmarès
| Jahr                                  | Sieger              | Zweiter             | Dritter              |          |
| ------------------------------------- | ------------------- | ------------------- | -------------------- | -------- |
| Course de la Paix espoirs             |                     |                     |                      |          |
| 2013                                  | Toms Skujiņš        | Jan Hirt            | Luka Pibernik        |          |
| 2014                                  | Samuel Spokes       | Bram Van Broekhoven | Bartosz Warchoł      |          |
| 2015                                  | Gregor Mühlberger   | Loïc Vliegen        | Odd Christian Eiking |          |
| 2016                                  | David Gaudu         | Tao Geoghegan Hart  | Kilian Frankiny      |          |
| Grand Prix Priessnitz spa             |                     |                     |                      |          |
| 2017                                  | Bjorg Lambrecht     | Niklas Eg           | Michal Schlegel      |          |
| 2018                                  | Tadej Pogačar       | Samuele Battistella | Marc Hirschi         |          |
| 2019                                  | Andreas Leknessund  | Stefan Bissegger    | Clément Champoussin  |          |
| 2020                                  | abgesagt            | abgesagt            | abgesagt             | abgesagt |
| Course de la Paix-Grand Prix Jeseníky |                     |                     |                      |          |
| 2021                                  | Filippo Zana        | Kristjan Hočevar    | Toon Clynhens        |          |
| 2022                                  | Lennert Van Eetvelt | Rudy Porter         | Mathias Vacek        |          |
| 2023                                  | Antoine Huby        | Simon Dalby         | Davide De Cassan     |          |
| 2024                                  | Brieuc Rolland      | Aaron Dockx         | Léo Bisiaux          |          |